# Piancavallo
Piancavallo es una estación de esquí y fracción del municipio de Aviano y situada a 1.267 m s. n. m.
Forma parte de la cadena montañosa de los Dolomitas, siendo conocida también por la carrera ciclista del Giro de Italia.

## Giro de Italia
En el Giro de Italia, el Piancavallo ha servido como final de la carrera en tres ocasiones.
| Año  | Etapa | Arranque de la etapa    | Distancia (km) | Categoría | Ganador etapa      | Maglia rosa    |
| ---- | ----- | ----------------------- | -------------- | --------- | ------------------ | -------------- |
| 1998 | 14    | Schio                   | 165            | 1         | Marco Pantani      | Alex Zülle     |
| 2017 | 19    | San Candido             | 191            | 1         | Mikel Landa        | Nairo Quintana |
| 2020 | 15    | Base Militar de Rivolto | 185            | 1         | Tao Geoghegan Hart | João Almeida   |